# وقتی مهتاب گم شد

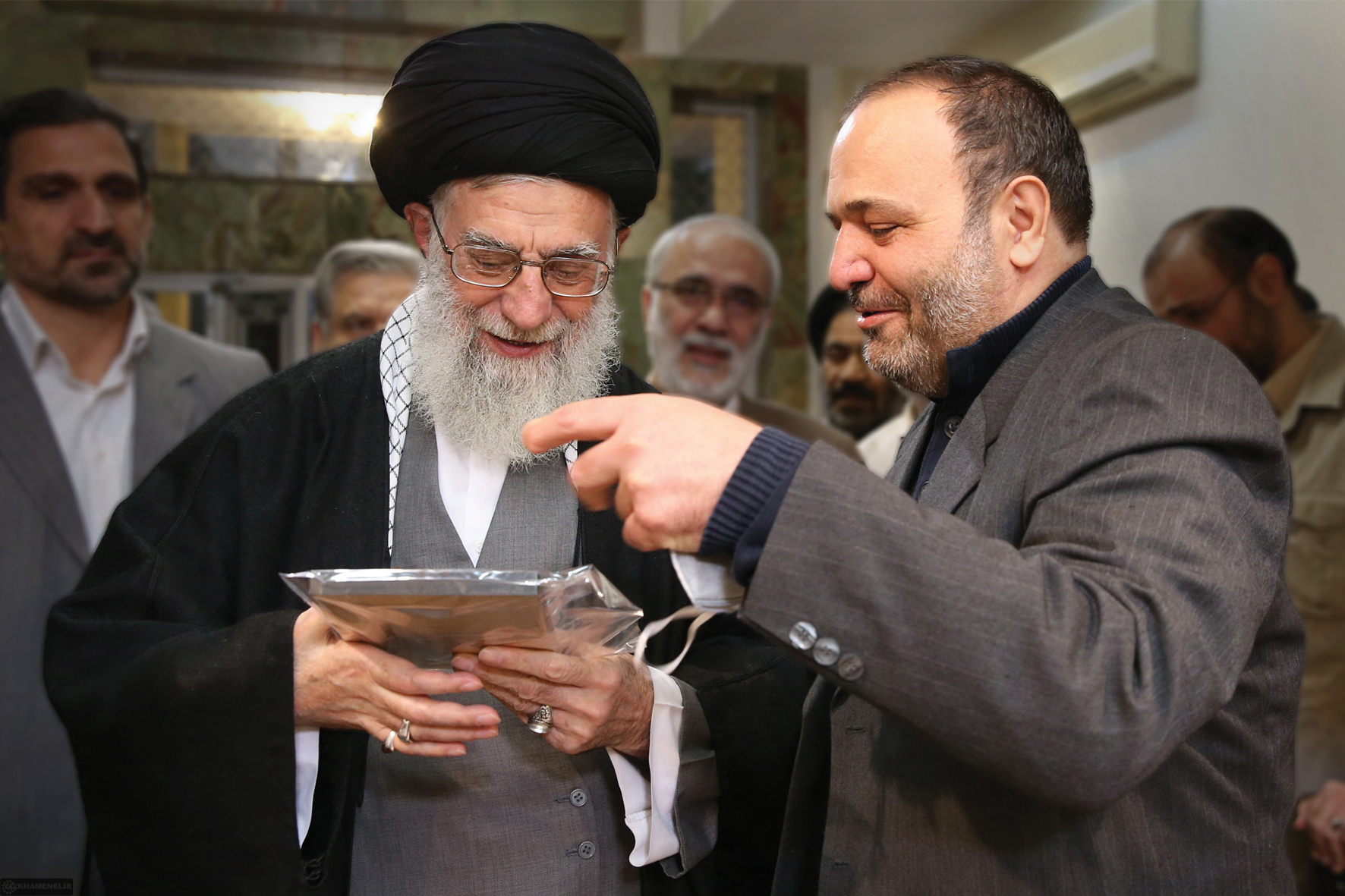
علی خوش لفظ راوی کتاب در کنار آیت‌الله خامنه ای رهبر ایران

وقتی مهتاب گم شد شرح خاطرات علی خوش لفظ از جنگ ایران و عراق است که به همت حمید حسام تدوین شده‌است.
فروش این کتاب در سی‌اُمین نمایشگاه بین‌المللی کتاب از مرز ده هزار جلد گذشت.

## موضوع کتاب
کتاب شرح خاطرات علی خوش لفظ از دوران کودکی تا دوران جنگ ایران و عراق است. بخش‌هایی از کتاب به احمد متوسلیان اختصاص دارد. خاطراتی از عملیات‌های مختلف مانند والفجر ۴ و والفجر ۵، رمضان و مسلم ابن عقیل از دیگر بخش‌های این اثر است.

## دیدگاه دیگران نسبت به کتاب
- سیدعلی خامنه‌ای در تقریظی بر این کتاب نوشت: ... اینها و بسی جویبارهای شیرین و خوشگوار دیگر از سرچشمهٔ این روایت صادقانه و نگارش استادانه، کام دل مشتاق را غرق لذّت می‌کند و آتش شوق را در آن سرکش‌تر می‌سازد.[۴]

همچنین سیدعلی خامنه‌ای طی دیداری با شاعران از این کتاب به عنوان منبعی از موضوعات و مضامین بکر برای سرودن شعر یاد کرده‌است.
- قاسم سلیمانی فرمانده نیروی قدس سپاه پاسداران انقلاب اسلامی پس از مطالعه این کتاب، در یادداشتی خطاب به علی خوش لفظ از وی تقدیر و تشکر کرد و کتابش را یادآور خاطراتش دانست.[۶][۷][۸]
- نخستین کنگره شعر کتاب دفاع مقدس با محوریت کتاب «وقتی مهتاب گم شد» برگزار شد.[۵][۹]